# بليني (فرقة ألمانية)
بليني هي فرقة فتيات بوب ألمانية تأسست في عام 1997. تم تسمية الفرقة على اسم لاعب كرة القدم البرازيلي بليني.

## روابط خارجية
- بليني (فرقة ألمانية) على موقع ميوزك برينز (الإنجليزية)
- بليني (فرقة ألمانية) على موقع أول ميوزيك (الإنجليزية)
- بليني (فرقة ألمانية) على موقع ديسكوغز (الإنجليزية)